# Distrito de Hambantota
Hambantota es un distrito de Sri Lanka en la provincia Sur. Código ISO: LK.HB.
Comprende una superficie de 2 609 km².
El centro administrativo es la ciudad de Hambantota.

## Demografía
Según estimación 2010 contaba con una población total de 571 000 habitantes, de los cuales 286 000 eran mujeres y 285 000 varones.